# El Salvador nos Jogos Olímpicos de Verão de 2020
El Salvador participa nos Jogos Olímpicos de Verão de 2020 em Tóquio. Originalmente programados para ocorrerem de 24 de julho a 9 de agosto de 2020, os Jogos foram adiados para 23 de julho a 8 de agosto de 2021, por causa da pandemia COVID-19. Será a 12ª participação da nação nos Jogos Olímpicos de Verão. 

## Competidores
Abaixo está a lista do número de competidores nos Jogos.
| Esporte   | Masculino | Feminino | Total |
| --------- | --------- | -------- | ----- |
| Atletismo | 1         | 0        | 1     |
| Boxe      | 0         | 1        | 1     |
| Natação   | 1         | 1        | 2     |
| Vela      | 1         | 0        | 1     |
| Total     | 3         | 2        | 5     |

## Atletismo
El Salvador recebeu vagas de Universalidade da IAAF para enviar um atleta para os Jogos.
- Nota– As posições para os eventos de pista são em relação à bateria do atleta
- Q = Qualificado para a próxima fase
- q = Qualificado para a próxima fase como o perdedor mais rápido ou, em eventos de campo, pela posição sem atingir o alvo para qualificação
- NR = Recorde nacional
- N/A = Fase não aplicável para o evento
- Bye = Atleta não precisou disputar aquela fase

Eventos de pista e estrada
| Atleta              | Evento          | Eliminatória | Eliminatória | Semifinal | Semifinal | Final     | Final   |
| Atleta              | Evento          | Resultado    | Posição      | Resultado | Posição   | Resultado | Posição |
| ------------------- | --------------- | ------------ | ------------ | --------- | --------- | --------- | ------- |
| José Andrés Salazar | 200 m masculino |              |              |           |           |           |         |

## Vela
Velejadores de El Salvador qualificaram um barco em cada uma das seguintes classes através do Campeonato Mundial da respectiva classe e das regatas continentais, marcando o retorno da nação no esporte após duas décadas.
| Atleta           | Evento          | Regata | Regata | Regata | Regata | Regata | Regata | Regata | Regata | Regata | Regata | Regata | Pontos | Posição |
| Atleta           | Evento          | 1      | 2      | 3      | 4      | 5      | 6      | 7      | 8      | 9      | 10     | M*     | Pontos | Posição |
| ---------------- | --------------- | ------ | ------ | ------ | ------ | ------ | ------ | ------ | ------ | ------ | ------ | ------ | ------ | ------- |
| Enrique Arathoon | Laser masculino |        |        |        |        |        |        |        |        |        |        |        |        |         |

M = Regata da medalha; EL = Eliminado – não avançou à regata da medalha